# Challenger de Champaign 2023
El torneo Champaign–Urbana Challenger 2023 fue un torneo de tenis perteneció al ATP Challenger Tour 2023 en la categoría Challenger 75. Se trató de la 27.ª edición, el torneo tuvo lugar en la ciudad de Champaign (Estados Unidos), desde el 13 hasta el 19 de noviembre de 2023 sobre pista dura bajo techo.

## Jugadores participantes del cuadro de individuales
| Favorito | País                      | Jugador              | Rank1 | Posición en el torneo |
| -------- | ------------------------- | -------------------- | ----- | --------------------- |
| 1        | Bandera de Estados Unidos | Aleksandar Kovacevic | 112   | Cuartos de final      |
| 2        | Bandera de Estados Unidos | Alex Michelsen       | 114   | FINAL                 |
| 3        | Bandera de Estados Unidos | Emilio Nava          | 153   | Primera ronda         |
| 4        | Bandera de Francia        | Titouan Droguet      | 165   | Semifinales           |
| 5        | Bandera de Estados Unidos | Denis Kudla          | 183   | Primera ronda, retiro |
| 6        | Bandera de Kazajistán     | Beibit Zhukayev      | 195   | Segunda ronda         |
| 7        | Bandera de Estados Unidos | Patrick Kypson       | 241   | CAMPEÓN               |
| 8        | Bandera de Estados Unidos | Martin Damm          | 263   | Cuartos de final      |

- 1 Se ha tomado en cuenta el ranking del 6 de noviembre de 2023.

### Otros participantes
Los siguientes jugadores recibieron una invitación (wild card), por lo tanto ingresan directamente al cuadro principal (WC):
- Kenta Miyoshi
- Kārlis Ozoliņš
- Ethan Quinn

Los siguientes jugadores ingresan al cuadro principal tras disputar el cuadro clasificatorio (Q):
- Hunter Heck
- Iñaki Montes de la Torre
- Alfredo Perez
- Alex Rybakov
- Mark Whitehouse
- Cooper Williams

## Campeones

### Individual Masculino
- Patrick Kypson derrotó en la final a  Alex Michelsen, 6–4, 6–3

### Dobles Masculino
- John-Patrick Smith /  Sem Verbeek derrotaron en la final a  Lucas Horve /  Oliver Okonkwo, 6–2, 7–6(4)